# 3447 Burckhalter
3447 Burckhalter (1956 SC) là một tiểu hành tinh vành đai chính bên trong được phát hiện ngày 29 tháng 9 năm 1956 bởi Đài thiên văn Goethe Link ở Brooklyn.